# Сан Зеноне (Болоња)
Сан Зеноне (итал. San Zenone) је насеље у Италији у округу Болоња, региону Емилија-Ромања.
Према процени из 2011. у насељу је живело 17 становника. Насеље се налази на надморској висини од 17 м.